# Cercle sportif Vesoul Haute-Saône
Maillots
Actualités
Le Cercle Sportif Vesoul Haute-Saône, plus communement appelé le « CSV » est un club français de handball masculin et féminin basé à Vesoul, dans la Haute-Saône. Le club évolue a la salle Jean-Jaurès de la Maison des associations.
Crée en 1975, le club se développe rapidement dans les années 1980 en attirant de plus en plus de licenciés et s'impose comme l'un des clubs phares de la région. Le CSV se construit alors une base solide à travers la formation de ses équipes féminines ce qui l'amène a remporter le championnat de France des moins de 18 ans en 2005. Après plusieurs années en Division 2, l'équipe féminine, menée par Cheikh Seck, atteint en 2007, la première division nationale pour la première fois de son histoire.

## Histoire

### Débuts et ascension du club
Le handball à Vesoul voit le jour dans les années 1960 sous l'impulsion de Robert Dominique, professeur d'éducation physique à l'école normale d'instituteurs de Vesoul, qui enseignait le handball aux futurs enseignants. Par la suite, un club local, le Handball Club Vésulien « HBCV », est créé puis dissous au mois de juin 1975 et remplacé par le CSV,.
Le Cercle sportif vésulien est créé le 21 juin 1975 par des joueurs du HBC vésulien après la dissolution de ce dernier,. Le club tire alors son nom du Cercle Sportif Laïc Dijonnais qui était un grand club des années 1970. À cette époque, le club ne comptait que 57 joueurs et comportait quatre équipes masculines (deux en minimes, une en cadets et une en senior), ainsi qu'une équipe féminine. Les équipes ne disposaient pas encore de maillot jaune, mais de maillot coton bleu ciel. Claude David a été le premier président du club. Le club se développe rapidement : de 57 licenciés en 1976, il passe à 78 en 1977, 95 en 1978, 110 en 1979 et 146 en 1980.
A partie de 1981, la municipalité met à disposition du club le gymnase du Pontarcher. Le 24 avril 1981, un projet d'aménagement d'un Club House est lancé par le président du club, Michel Roy. La première réunion s'y tient le 5 février 1982. Le 29 mai 1984, le club, qui n'a alors qu'une dizaine d'années de vie, fusionne avec la JS Villersexel ; ce club, dirigé par Roger Zahner, évolue alors en première division féminine au moins entre 1979/1980 et entre 1981 et 1984 mais connaît des problèmes financiers est vient d'être relégué. En 1984, le Cercle sportif Vésulien est le troisième club de Franche-Comté en termes de licenciés avec un nombre total de 197.
En 1986, Jacques Parmentier devient président du CSV. En 1988, c'est au tour de Bernard Bignossi d'être nommé président du club.

### L'ère Bruno Zucchelli
En 1989, Bruno Zucchelli est nommé président du CSV. En 1989-1990, l'équipe féminine accède en Nationale 2. En 1992-1993, l'équipe masculine, alors en Nationale4, gagne son droit d'accéder en Nationale 3 la saison suivante.
En 1996, l'équipe féminine termine vice-championne de Nationale 2 et l'équipe masculine championne de Nationale 3, synonyme d'accession en Nationale 2. Lors de la saison 1997-1998, l'équipe féminine accède à la Nationale 1.
En 2003, le club fait appel aux frères Cheikh et Douta Seck. Ces deux anciens handballeurs internationaux sénégalais viennent ainsi apporter leurs expériences et leurs technicités au club. Ces choix se montreront payant puisque l'équipe hommes décroche deux accessions consécutives en devenant championne de Nationale 3 en 2003 (avec 24 victoires, 1 nul et 1 défaite) puis championne de Nationale 2 en 2004 (avec 24 victoires et 2 défaites). Les féminines terminent elles neuvième de division 2.
En 2005, l'équipe des moins de 18 ans du club remporte le championnat de France. En 2007, le club compte 257 licenciés.

### Une période de stabilisation
En 2007, Bruno Zucchelli quitte la présidence du club après 18 ans de mandat, et Bruno Mantion prend sa place. Ce n'est finalement qu'en 2007 que les féminines sont promues dans l'élite après avoir terminé deuxième de Division 2. Mais le club est relégué au terme de la saison après avoir terminé dernier. En 2010, Christian Legendre devient président du club ; il remplace ainsi Jean-Claude Bonnet qui ne resta qu'un an a la tête du club.
En 2013, Alain Fedi arrive à la présidence du club, remplaçant Christian Legendre. Le CSV Haute-Saône évoluait la saison 2012/2013 avec 2 équipes en championnat de France (N1F et N3M). L'équipe hommes termine quatrième de son championnat et gagne sportivement le droit de disputer le championnat de Nationale 2 pour la saison 2013-2014.
En 2015, le club se sépare de l'entraîneur de son équipe féminine, Cheikh Seck, après 12 années de service.
En 2020, l'équipe masculine devient championne de Nationale 2.
Chez les féminines, l'équipe phare évolue en Nationale 2 pour la saison 2020-2021. La section masculine évolue également en Nationale 1 pour la saison 2020-2021.
En 2023, l'ex-international français Johann Lhou Moha est nommé entraîneur principal de l'équipe féminine.
En 2024, l'équipe hommes est vice-championne de Nationale 1.
En 2025, le club totalise 335 licenciés.

## Résultats sportifs

### Palmarès
| Équipe sénior féminine                                                         | Équipe sénior masculine                                                                                                 |
| ------------------------------------------------------------------------------ | --- |
| - Division 2 - Vice-championne en 2007 - Nationale 2 - Vice-championne en 1996 | - Nationale 1 - Vice-champion en 2024 - Nationale 2 - Champion en 2004 et 2020 - Nationale 3 - Champion en 1996 et 2003 |

### Bilan saison par saison

#### Équipe masculine
| Saison    | Niv. | Division              | Rang                                | Pts                                 | MJ                                  | G                                   | N                                   | P                                   | Bp                                  | Bc                                  | Diff                                |
| --------- | ---- | --------------------- | ----------------------------------- | ----------------------------------- | ----------------------------------- | ----------------------------------- | ----------------------------------- | ----------------------------------- | ----------------------------------- | ----------------------------------- | ----------------------------------- |
| 1984-1985 | 5    | Nationale 3           | -                                   | -                                   | -                                   | -                                   | -                                   | -                                   | -                                   | -                                   | -                                   |
| 1985-1986 | 5    | Nationale 3           | -                                   | -                                   | -                                   | -                                   | -                                   | -                                   | -                                   | -                                   | -                                   |
| 1986-1987 | 5    | Nationale 3           | -                                   | -                                   | -                                   | -                                   | -                                   | -                                   | -                                   | -                                   | -                                   |
| 1987-1988 | 6    | Prénationale          | -                                   | -                                   | -                                   | -                                   | -                                   | -                                   | -                                   | -                                   | -                                   |
| 1988-1989 | 6    | Prénationale          | -                                   | -                                   | -                                   | -                                   | -                                   | -                                   | -                                   | -                                   | -                                   |
| 1989-1990 | 6    | Prénationale          | -                                   | -                                   | -                                   | -                                   | -                                   | -                                   | -                                   | -                                   | -                                   |
| 1990-1991 | 5    | Nationale 3           | -                                   | -                                   | -                                   | -                                   | -                                   | -                                   | -                                   | -                                   | -                                   |
| 1991-1992 | 6    | Nationale 4           | -                                   | -                                   | -                                   | -                                   | -                                   | -                                   | -                                   | -                                   | -                                   |
| 1992-1993 | 6    | Nationale 4           | 4                                   | 46                                  | 22                                  | 12                                  | 0                                   | 10                                  | 508                                 | 489                                 | 19                                  |
| 1993-1994 | 5    | Nationale 3           | 5                                   | 47                                  | 22                                  | 11                                  | 3                                   | 8                                   | 454                                 | 465                                 | -11                                 |
| 1994-1995 | 5    | Nationale 3           | 3                                   | 52                                  | 22                                  | 15                                  | 0                                   | 7                                   | 519                                 | 456                                 | 63                                  |
| 1995-1996 | 5    | Nationale 3           | 1                                   | 74                                  | 26                                  | 19                                  | 3                                   | 4                                   | 631                                 | 548                                 | 83                                  |
| 1996-1997 | 5    | Nationale 2           | -                                   | -                                   | -                                   | -                                   | -                                   | -                                   | -                                   | -                                   | -                                   |
| 1997-1998 | 4    | Nationale 2           | -                                   | -                                   | -                                   | -                                   | -                                   | -                                   | -                                   | -                                   | -                                   |
| 1998-1999 | 4    | Nationale 2           | -                                   | -                                   | -                                   | -                                   | -                                   | -                                   | -                                   | -                                   | -                                   |
| 1999-2000 | 5    | Nationale 3           | -                                   | -                                   | -                                   | -                                   | -                                   | -                                   | -                                   | -                                   | -                                   |
| 2000-2001 | 5    | Nationale 3           | -                                   | -                                   | -                                   | -                                   | -                                   | -                                   | -                                   | -                                   | -                                   |
| 2001-2002 | 5    | Nationale 3           | -                                   | -                                   | -                                   | -                                   | -                                   | -                                   | -                                   | -                                   | -                                   |
| 2002-2003 | 5    | Nationale 3           | 1                                   | 75                                  | 26                                  | 24                                  | 1                                   | 1                                   | 824                                 | 645                                 | 179                                 |
| 2003-2004 | 4    | Nationale 2           | 1                                   | 74                                  | 26                                  | 24                                  | 0                                   | 2                                   | 736                                 | 610                                 | 126                                 |
| 2004-2005 | 3    | Nationale 1           | -                                   | -                                   | -                                   | -                                   | -                                   | -                                   | -                                   | -                                   | -                                   |
| 2005-2006 | 4    | Nationale 2           | 6                                   | 54                                  | 26                                  | 13                                  | 2                                   | 11                                  | 706                                 | 696                                 | 10                                  |
| 2006-2007 | 4    | Nationale 2           | -                                   | -                                   | -                                   | -                                   | -                                   | -                                   | -                                   | -                                   | -                                   |
| 2007-2008 | 4    | Nationale 2           | -                                   | -                                   | -                                   | -                                   | -                                   | -                                   | -                                   | -                                   | -                                   |
| 2008-2009 | 4    | Nationale 2           | -                                   | -                                   | -                                   | -                                   | -                                   | -                                   | -                                   | -                                   | -                                   |
| 2009-2010 | 4    | Nationale 2           | -                                   | -                                   | -                                   | -                                   | -                                   | -                                   | -                                   | -                                   | -                                   |
| 2010-2011 | 4    | Nationale 2           | -                                   | -                                   | -                                   | -                                   | -                                   | -                                   | -                                   | -                                   | -                                   |
| 2011-2012 | 5    | Nationale 3           | -                                   | -                                   | -                                   | -                                   | -                                   | -                                   | -                                   | -                                   | -                                   |
| 2012-2013 | 5    | Nationale 3           | -                                   | -                                   | -                                   | -                                   | -                                   | -                                   | -                                   | -                                   | -                                   |
| 2013-2014 | 4    | Nationale 2           | -                                   | -                                   | -                                   | -                                   | -                                   | -                                   | -                                   | -                                   | -                                   |
| 2014-2015 | 4    | Nationale 2           | 8                                   | 45                                  | 22                                  | 10                                  | 3                                   | 9                                   | 605                                 | 605                                 | 0                                   |
| 2015-2016 | 4    | Nationale 2           | 7                                   | 41                                  | 22                                  | 9                                   | 1                                   | 12                                  | 606                                 | 617                                 | -11                                 |
| 2016-2017 | 4    | Nationale 2           | 2                                   | 50                                  | 22                                  | 12                                  | 4                                   | 6                                   | 655                                 | 609                                 | 46                                  |
| 2017-2018 | 4    | Nationale 2           | 3                                   | 50                                  | 22                                  | 13                                  | 2                                   | 7                                   | 628                                 | 610                                 | 18                                  |
| 2018-2019 | 4    | Nationale 2           | 7                                   | 45                                  | 22                                  | 10                                  | 3                                   | 9                                   | 691                                 | 631                                 | 60                                  |
| 2019-2020 | 4    | Nationale 2           | 1                                   | 40                                  | 14                                  | 13                                  | 0                                   | 1                                   | 477                                 | 382                                 | 95                                  |
| 2020-2021 | 3    | Nationale 1           | championnat arrêté après 5 journées | championnat arrêté après 5 journées | championnat arrêté après 5 journées | championnat arrêté après 5 journées | championnat arrêté après 5 journées | championnat arrêté après 5 journées | championnat arrêté après 5 journées | championnat arrêté après 5 journées | championnat arrêté après 5 journées |
| 2021-2022 | 3    | Nationale 1 (poule 4) | 2                                   | 54                                  | 22                                  | 15                                  | 2                                   | 5                                   | 682                                 | 627                                 | 55                                  |
| 2022-2023 | 3    | Nationale 1           | 5                                   | 54                                  | 26                                  | 12                                  | 4                                   | 10                                  | 767                                 | 777                                 | -10                                 |
| 2023-2024 | 3    | Nationale 1           | 2                                   | 55                                  | 24                                  | 14                                  | 3                                   | 7                                   | 729                                 | 708                                 | 21                                  |
| 2024-2025 | 3    | Nationale 1           |                                     |                                     |                                     |                                     |                                     |                                     |                                     |                                     |                                     |

#### Équipe féminine
| Saison    | Niv. | Division    | Rang | Pts | MJ | G  | N | P  | Bp  | Bc  | Diff |
| --------- | ---- | ----------- | ---- | --- | -- | -- | - | -- | --- | --- | ---- |
| 1984-1985 | 2    | N1B         | -    | -   | -  | -  | - | -  | -   | -   | -    |
| 1985-1986 | 2    | N1B         | -    | -   | -  | -  | - | -  | -   | -   | -    |
| 1986-1987 | 2    | N1B         | -    | -   | -  | -  | - | -  | -   | -   | -    |
| 1987-1988 | 2    | N1B         | -    | -   | -  | -  | - | -  | -   | -   | -    |
| 1988-1989 | 2    | N1B         | -    | -   | -  | -  | - | -  | -   | -   | -    |
| 1989-1990 | 3    | Nationale 2 | -    | -   | -  | -  | - | -  | -   | -   | -    |
| 1990-1991 | 3    | Nationale 2 | -    | -   | -  | -  | - | -  | -   | -   | -    |
| 1991-1992 | 3    | Nationale 2 | -    | -   | -  | -  | - | -  | -   | -   | -    |
| 1992-1993 | 3    | Nationale 2 | 7    | 38  | 22 | 7  | 2 | 13 | 389 | 425 | -36  |
| 1993-1994 | 3    | Nationale 2 | 8    | 41  | 22 | 9  | 1 | 12 | 336 | 339 | -3   |
| 1994-1995 | 3    | Nationale 2 | 3    | 41  | 18 | 11 | 1 | 6  | 351 | 301 | 50   |
| 1995-1996 | 3    | Nationale 2 | 2    | 57  | 22 | 14 | 1 | 7  | 511 | 446 | 65   |
| 1996-1997 | 3    | Nationale 1 | -    | -   | -  | -  | - | -  | -   | -   | -    |
| 1997-1998 | 3    | Nationale 1 | -    | -   | -  | -  | - | -  | -   | -   | -    |
| 1998-1999 | 3    | Nationale 1 | -    | -   | -  | -  | - | -  | -   | -   | -    |
| 1999-2000 | 2    | Division 2  | -    | -   | -  | -  | - | -  | -   | -   | -    |
| 2000-2001 | 3    | Nationale 1 | -    | -   | -  | -  | - | -  | -   | -   | -    |
| 2001-2002 | 2    | Division 2  | 10   | 39  | 22 | 8  | 1 | 13 | 502 | 542 | -40  |
| 2002-2003 | 2    | Division 2  | 9    | 37  | 22 | 6  | 3 | 13 | 517 | 560 | -43  |
| 2003-2004 | 2    | Division 2  | 9    | 36  | 22 | 7  | 0 | 15 | 573 | 592 | -19  |
| 2004-2005 | 2    | Division 2  | 7    | 42  | 22 | 9  | 2 | 11 | 531 | 575 | -44  |
| 2005-2006 | 2    | Division 2  | 7    | 43  | 22 | 10 | 1 | 11 | 537 | 557 | -20  |
| 2006-2007 | 2    | Division 2  | 2    | 54  | 22 | 15 | 2 | 5  | 611 | 559 | 52   |
| 2007-2008 | 1    | Division 1  | 12   | 26  | 22 | 2  | 0 | 20 | 587 | 737 | -150 |
| 2008-2009 | 2    | Division 2  | 7    | 52  | 26 | 12 | 2 | 12 | 716 | 732 | -16  |
| 2009-2010 | 2    | Division 2  | 13   | 39  | 26 | 6  | 1 | 19 | 641 | 775 | -134 |
| 2010-2011 | 3    | Nationale 1 | 3    | 52  | 22 | 15 | 0 | 7  | 619 | 581 | 38   |
| 2011-2012 | 3    | Nationale 1 | 7    | 43  | 22 | 9  | 3 | 10 | 575 | 588 | -13  |
| 2012-2013 | 3    | Nationale 1 | 8    | 42  | 22 | 8  | 4 | 10 | 629 | 630 | -1   |
| 2013-2014 | 3    | Nationale 1 | 10   | 34  | 22 | 6  | 0 | 16 | 555 | 687 | -132 |
| 2014-2015 | 3    | Nationale 1 | 10   | 33  | 22 | 5  | 1 | 16 | 507 | 655 | -148 |
| 2015-2016 | 3    | Nationale 1 | 12   | 28  | 22 | 2  | 2 | 18 | 493 | 671 | -178 |
| 2016-2017 | 4    | Nationale 2 | 12   | 29  | 22 | 3  | 1 | 18 | 559 | 680 | -121 |
| 2017-2018 | 5    | Nationale 3 | -    | -   | -  | -  | - | -  | -   | -   | -    |
| 2018-2019 | 4    | Nationale 2 | 4    | 53  | 22 | 15 | 1 | 6  | 639 | 581 | 58   |
| 2019-2020 | 4    | Nationale 2 | 7    | 30  | 16 | 7  | 0 | 9  | 452 | 482 | -30  |
| 2020-2021 | 4    | Nationale 2 | 8    | 8   | 4  | 2  | 0 | 2  | 110 | 111 | -1   |
| 2021-2022 | 4    | Nationale 2 | 6    | 43  | 20 | 11 | 1 | 8  | 619 | 596 | 23   |
| 2022-2023 | 4    | Nationale 2 | 4    | 47  | 22 | 11 | 3 | 8  | 645 | 617 | 28   |
| 2023-2024 | 4    | Nationale 2 | 5    | 46  | 22 | 12 | 0 | 10 | 688 | 633 | 55   |
| 2024-2025 | 4    | Nationale 2 | -    | -   | -  | -  | - | -  | -   | -   | -    |

## Infrastructures

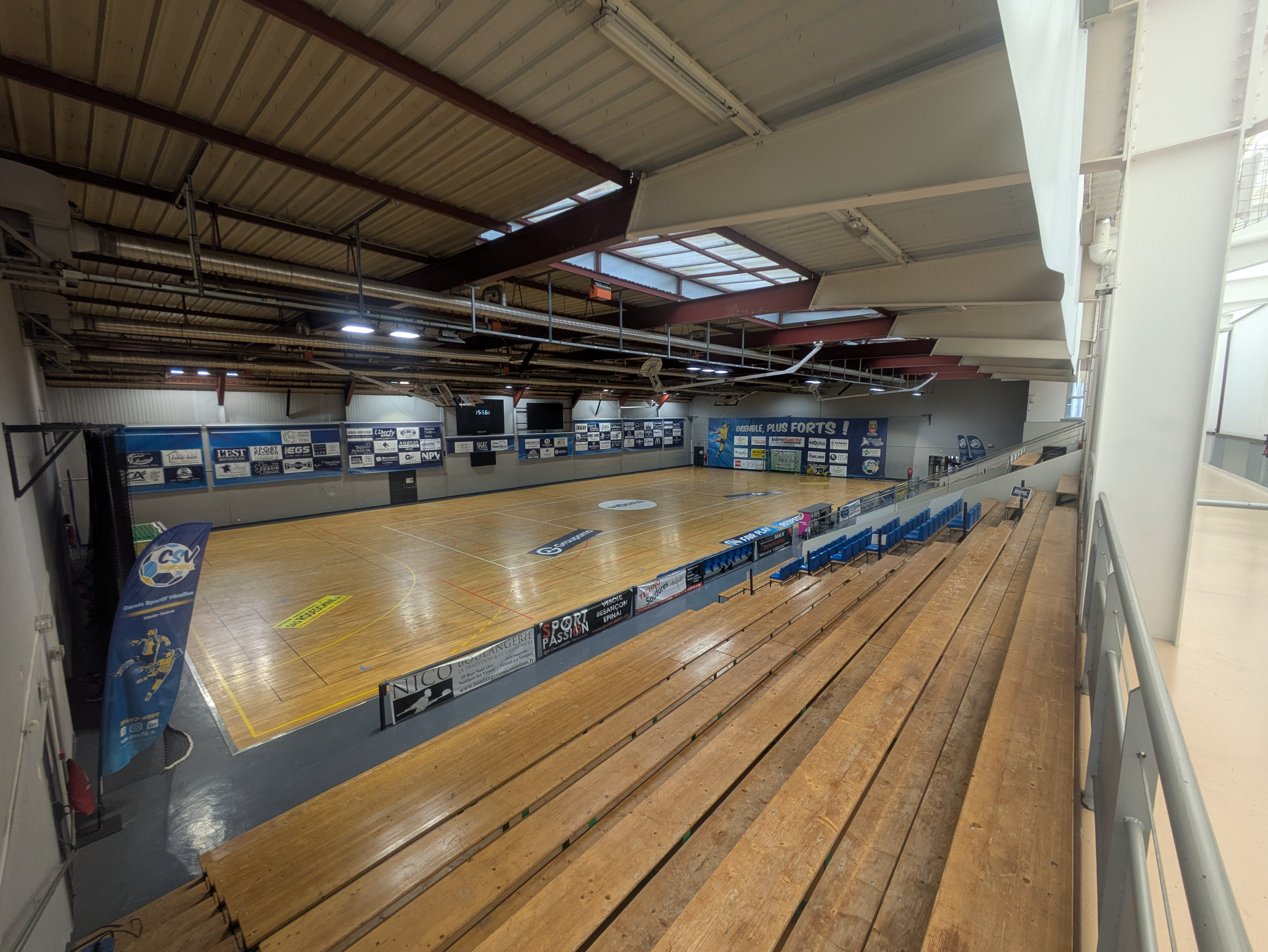
Vue depuis les tribunes

Les équipes du clubs jouent leurs matchs au gymnase-Jean-Jaurès situé à la maison des associations. Rénové en 2006, ce gymnase en parquet est notamment doté d'une tribune de 700 places et d'un système d'éclairage. Le gymnase Jean-Jaurès compte aussi un vestiaire arbitre et quatre vestiaires sportifs. Ses dimensions sont : 22 mètres de largeur, 44 mètres de longueur et 7 mètres de hauteur.
Pour les entraînements, le club évolue dans plusieurs équipements sportifs de la ville : le gymnase Jean-Jaurès, le gymnase des Haberges et le gymnase du Pontarcher.

## Personnalités liées au club

### Joueuses emblematiques
- Sandrine Delerce
- Myriame Saïd Mohamed
- Christelle Echilley, gardienne de but, a également été sélectionnée en équipe de France, participant notamment au Championnat du monde C en 1988.
- Adeline Bournez
- Sandrine Dumont
- Elsa Gendre
- Anamaria Grozav-Stecz (2007-2008)
- Marina Khatkova-Gresset
- Morgane Mantovani
- Pascaline Mariot
- Soka Smitran

### Entraîneurs
Entraîneurs de l'équipe féminine
- Jean-Claude Bonnet : en 1985-1986[22]
- François Rongeot : en 1987[23]
- Cheikh Seck : de 2003 à 2015[24]
- Benoît Janin : de juillet à décembre 2015[25]
- Chantal Tribillon : à partir de 2016[25]
- Tristan Lhenry : jusqu'en 2023
- Johann Lhou Moha : de juillet à décembre 2023[26]
- Elsa Gendre : depuis décembre 2023[27]

Entraîneurs de l'équipe masculine
- Douta Seck : 2003 - 2021[28]
- Thomas Faivre : 2021 - 2024[29]

### Présidents
Les anciens présidents du club sont :
| Nom                | Période     |
| ------------------ | ----------- |
| Claude David       | 1975 - 1976 |
| Michel Roy         | 1976 - 1986 |
| Jacques Parmentier | 1986 - 1988 |
| Bernard Bignossi   | 1988 - 1989 |
| Bruno Zucchelli    | 1989 - 2007 |
| Bruno Mantion      | 2007 - 2009 |
| Jean-Claude Bonnet | 2009 - 2010 |
| Christian Legendre | 2010 - 2013 |
| Alain Fedi         | depuis 2013 |

## Culture populaire et identité

### Rivalités
Au niveau départemental, le CSV affiche une certaine rivalité avec le club Lure-Villers, l'un des principaux clubs du département. Leur rencontre est qualifiée de « derby haut-saônois ».
Au niveau régional, des rivalités existent entre le CSV et le Belfort aire urbaine handball ainsi qu'avec les clubs de Besançon.

### Évolution du logo
Les couleurs historiques du club sont le jaune et le bleu. 

1975 - 1978
1978 - 1982
1982 - 1992
1992 - 2006
2006 - 2014
2014 - 2017
2017 - 2020
Depuis 2020

### Évolution du nombre de licenciés
| Année | Licenciés |
| ----- | --------- |
| 1976  | 57        |
| 1977  | 78        |
| 1978  | 95        |
| 1979  | 110       |
| 1980  | 146       |
| Année | Licenciés |
| 1984  | 197       |
| 2007  | 257       |
| 2025  | 335       |

### Médias et réseaux sociaux
Le club est présent sur plusieurs réseaux sociaux, notamment sur Facebook dont la page du club totalise 4200 followers en avril 2025. De plus, le club possède son propre site Internet.
Le club fait régulièrement l'objet d'articles de presse que ce soit dans la presse locale (la Presse de Vesoul) ou dans la presse régionale (l'Est Républicain). Ces articles relatent le plus souvent les résultats récents des équipes du clubs et traitent de leurs performances.

### Partenaires
Le CSV compte au total une centaine de partenaires. Parmi les partenaires institutionnels, le principal est le département de la Haute-Saône, dont le nom compose le nom du club. Les autres partenaires sont la ville de Vesoul et la communauté d'agglomération de Vesoul. On compte également des partenaires médiatiques (l'Est Républicain et la Presse de Vesoul). De plus, le club a également des partenariats avec des sociétés et organismes privés.